# Luíntra

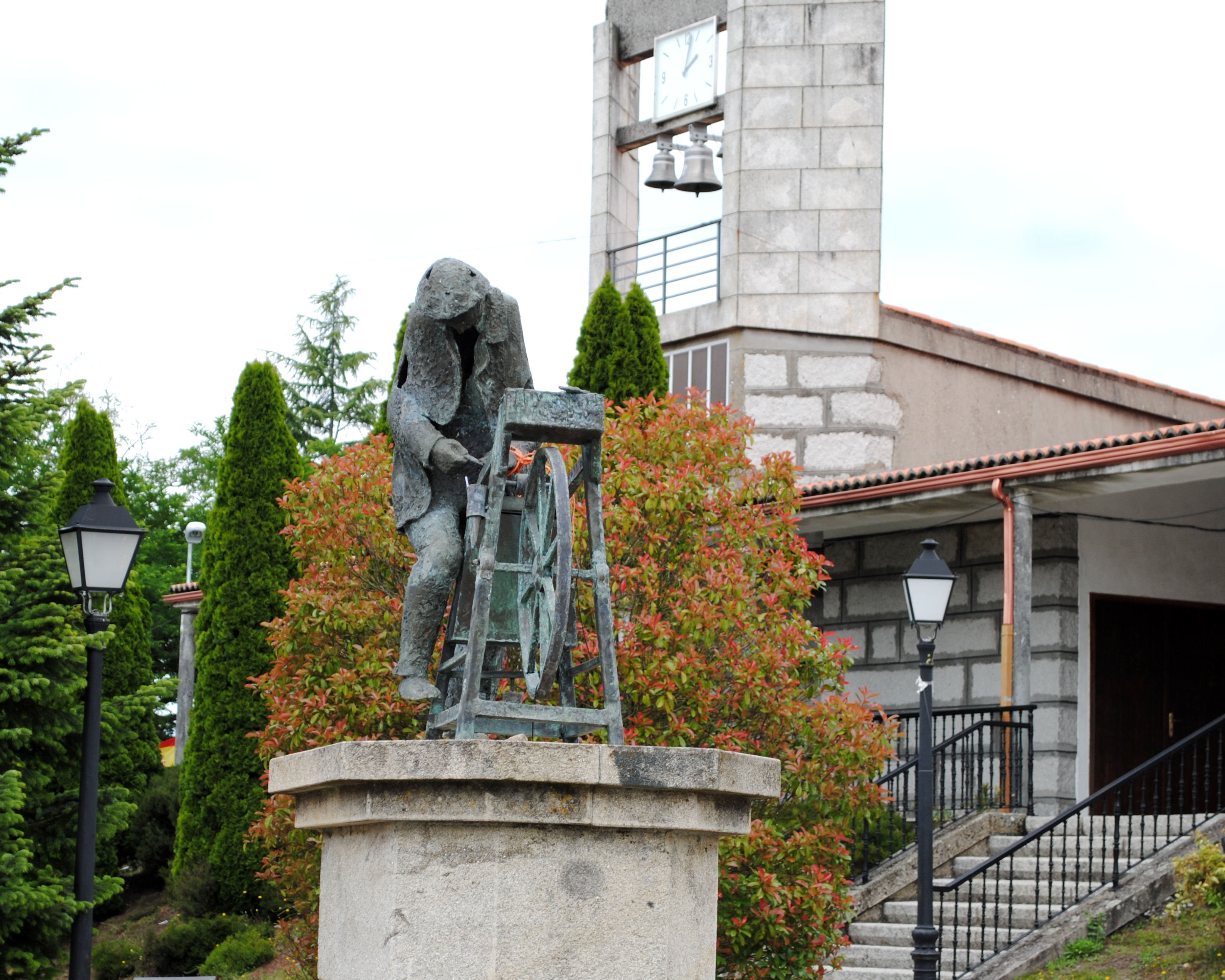
Escultura de l'afilador i campanar.

Luíntra és una localitat gallega, capital del municipi de Nogueira de Ramuín, a la província d'Ourense. Forma part de la parròquia de Nogueira de Ramuín i es troba a 16 km d'Ourense.
El 2011 tenia 421 habitants segons l'IGE.
Entre els seus monuments destaca l'església de Santa Olaia.